# Civray (Cher)
Civray és un municipi francès, situat al departament de Cher i a la regió de Centre – Vall del Loira. L'any 2007 tenia 1.001 habitants.

## Demografia

### Població
El 2007 la població de fet de Civray era de 1.001 persones. Hi havia 404 famílies, de les quals 92 eren unipersonals (52 homes vivint sols i 40 dones vivint soles), 132 parelles sense fills, 160 parelles amb fills i 20 famílies monoparentals amb fills.
La població ha evolucionat segons el següent gràfic:
Habitants censats

### Habitatges
El 2007 hi havia 465 habitatges, 400 eren l'habitatge principal de la família, 36 eren segones residències i 29 estaven desocupats. 464 eren cases i 1 era un apartament. Dels 400 habitatges principals, 346 estaven ocupats pels seus propietaris, 50 estaven llogats i ocupats pels llogaters i 4 estaven cedits a títol gratuït; 4 tenien una cambra, 20 en tenien dues, 55 en tenien tres, 113 en tenien quatre i 208 en tenien cinc o més. 319 habitatges disposaven pel capbaix d'una plaça de pàrquing. A 138 habitatges hi havia un automòbil i a 237 n'hi havia dos o més.

### Piràmide de població
La piràmide de població per edats i sexe el 2009 era:
| Homes | Edats   | Dones |
| ----- | ------- | ----- |
| 0     | 95 o +  | 0     |
| 0     | 90 a 94 | 0     |
| 16    | 85 a 89 | 8     |
| 8     | 80 a 84 | 8     |
| 24    | 75 a 79 | 12    |
| 4     | 70 a 74 | 20    |
| 20    | 65 a 69 | 16    |
| 16    | 60 a 64 | 20    |
| 16    | 55 a 59 | 32    |
| 24    | 50 a 54 | 24    |
| 52    | 45 a 49 | 28    |
| 40    | 40 a 44 | 44    |
| 48    | 35 a 39 | 56    |
| 56    | 30 a 34 | 40    |
| 20    | 25 a 29 | 28    |
| 12    | 20 a 24 | 24    |
| 24    | 15 a 19 | 44    |
| 28    | 10 a 14 | 48    |
| 36    | 5 a 9   | 40    |
| 48    | 0 a 4   | 16    |

## Economia
El 2007 la població en edat de treballar era de 692 persones, 544 eren actives i 148 eren inactives. De les 544 persones actives 501 estaven ocupades (269 homes i 232 dones) i 43 estaven aturades (17 homes i 26 dones). De les 148 persones inactives 59 estaven jubilades, 51 estaven estudiant i 38 estaven classificades com a «altres inactius».

### Ingressos
El 2009 a Civray hi havia 412 unitats fiscals que integraven 1.034 persones, la mediana anual d'ingressos fiscals per persona era de 17.989 €.

### Activitats econòmiques
Dels 24 establiments que hi havia el 2007, 2 eren d'empreses extractives, 1 d'una empresa de fabricació d'altres productes industrials, 7 d'empreses de construcció, 3 d'empreses de comerç i reparació d'automòbils, 2 d'empreses d'hostatgeria i restauració, 1 d'una empresa d'informació i comunicació, 1 d'una empresa immobiliària, 6 d'empreses de serveis i 1 d'una empresa classificada com a «altres activitats de serveis».
Dels 7 establiments de servei als particulars que hi havia el 2009, 2 eren paletes, 2 guixaires pintors, 1 electricista, 1 perruqueria i 1 restaurant.
L'any 2000 a Civray hi havia 25 explotacions agrícoles que ocupaven un total de 3.344 hectàrees.

## Equipaments sanitaris i escolars
El 2009 hi havia una escola elemental integrada dins d'un grup escolar amb les comunes properes formant una escola dispersa.

## Poblacions més properes
El següent diagrama mostra les poblacions més properes.